# Hoplia davidis
Hoplia davidis är en skalbaggsart som beskrevs av Leon Fairmaire 1887. Hoplia davidis ingår i släktet Hoplia och familjen Melolonthidae. Inga underarter finns listade i Catalogue of Life.